# Llano de la Vaca
Llano de la Vaca är en ort i Mexiko.   Den ligger i kommunen San Sebastián Ixcapa och delstaten Oaxaca, i den sydöstra delen av landet, 300 km söder om huvudstaden Mexico City. Llano de la Vaca ligger 138 meter över havet och antalet invånare är 112.
Terrängen runt Llano de la Vaca är lite kuperad. Runt Llano de la Vaca är det ganska glesbefolkat, med 29 invånare per kvadratkilometer. Närmaste större samhälle är San Pedro Jicayán, 18,8 km öster om Llano de la Vaca. Omgivningarna runt Llano de la Vaca är en mosaik av jordbruksmark och naturlig växtlighet.